# Sylvia melanothorax
Sylvia melanothorax là một loài chim trong họ Sylviidae.